# Teixeira (Puebla del Brollón)
Teixeira es una aldea española actualmente despoblada, que forma parte de la parroquia de Saá, del municipio de Puebla del Brollón, en la provincia de Lugo, Galicia.

## Geografía
Está situado a 742 metros de altitud en las estribaciones occidentales de la Sierra del Caurel, junto al riego de A Devesa. Se accede por una pista asfaltada que empieza después de pasar la capilla de San Vitoiro.

## Festividades
El patrón de la aldea es San Vitoiro, y cada año se celebra una romería el 27 de agosto en una capilla situada a unos kilómetros de la aldea. 